# 필라델피아 (파라과이)

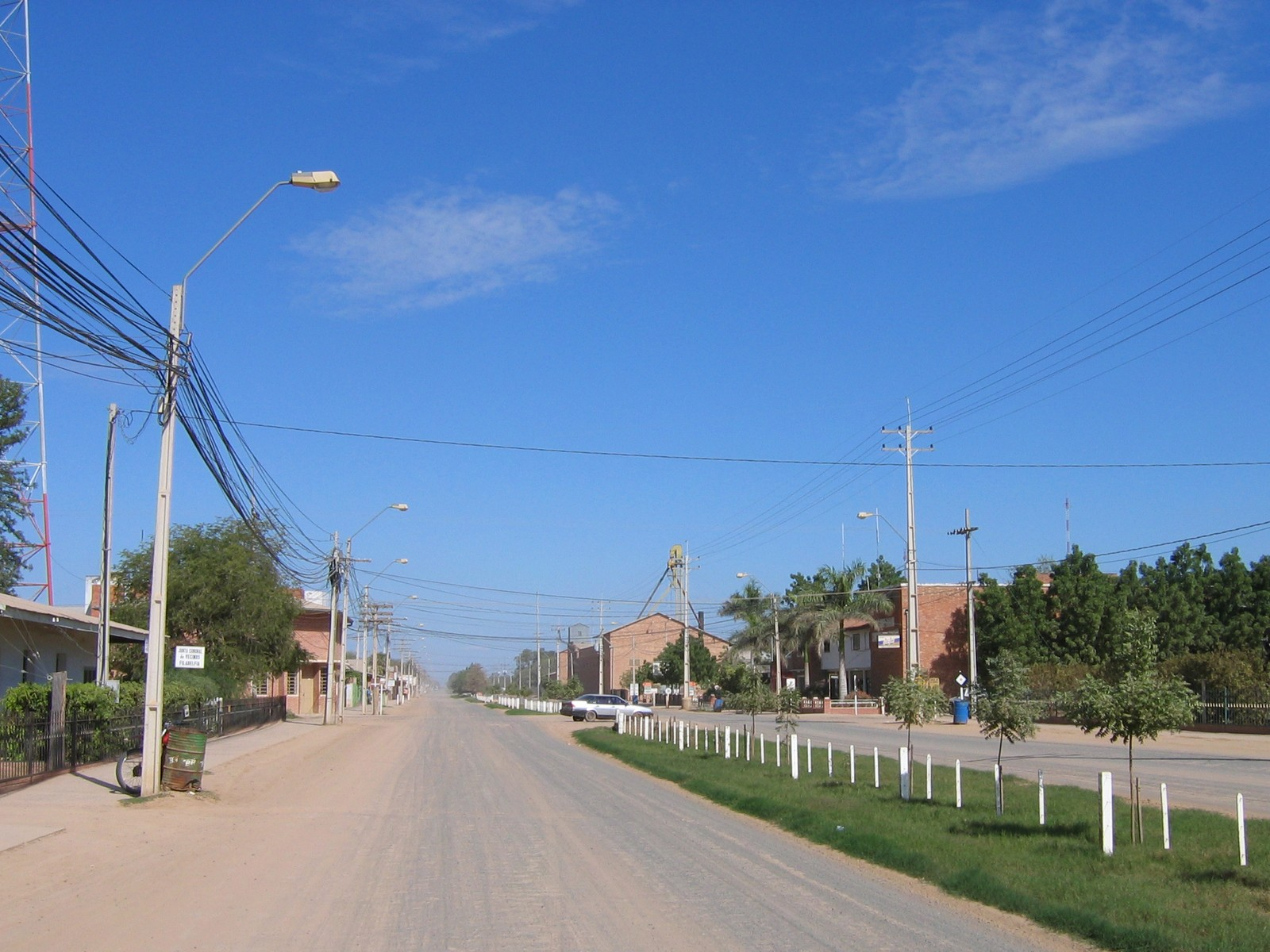
필라델피아

필라델피아(스페인어: Filadelfia)는 파라과이 서부에 위치한 도시로 보케론 주의 주도이며 인구는 18,713명(2020년 기준)이다.